# 超载

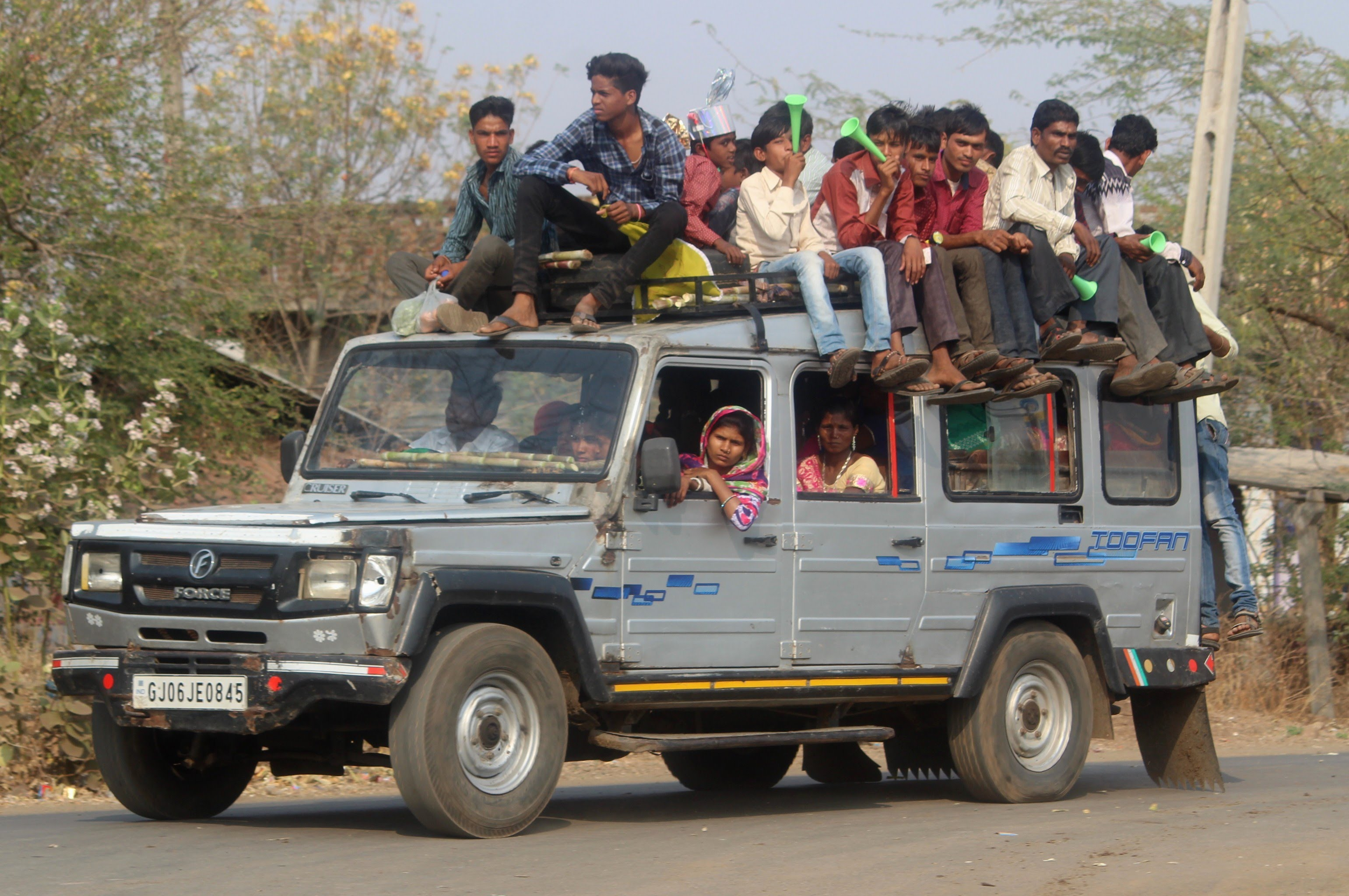
该越野车存在超员现象

超载（英語：Overload）是指车辆、电梯等载具的实际装载量超过出厂时核定的最大值的情形。载客运输工具的超载也被称为超员。超载会降低运输工具的性能，带来安全隐患，故监管部门常通过法律或技术手段加以限制，但超载可以使从业人员获得更多收入，屡禁不止。

## 货车

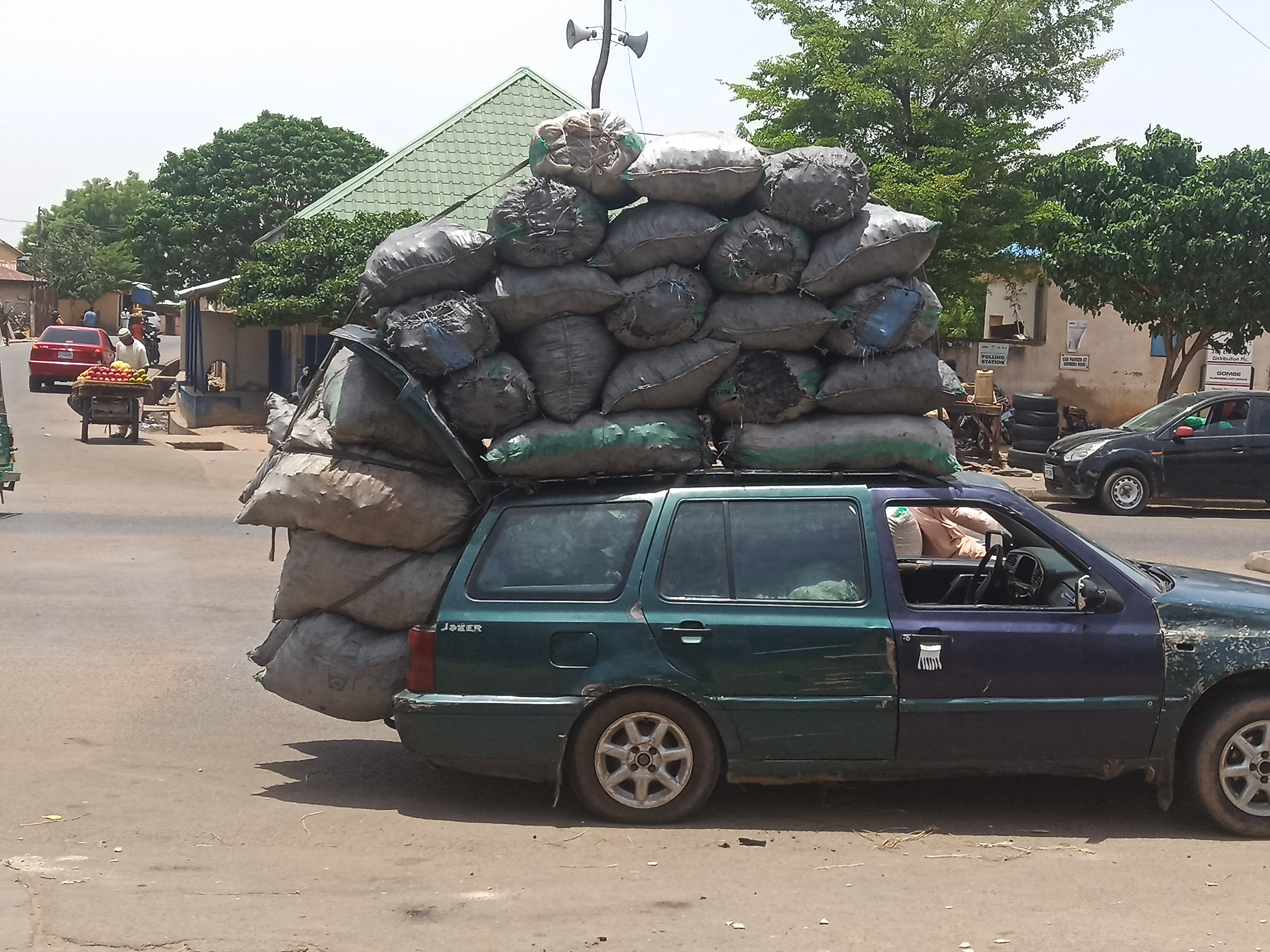
该旅行车被用于货运，且存在超载现象

通过对货车的货箱进行加高、加长、拆除顶棚等非法改装，可以增加货箱空间，从而提高货车的载货量，例如核载49吨的货车实载可达150吨，此类货车被称为“百吨王”。然而，超载的货车由于长期超负荷运转，其机械性能会严重下降，极易发生爆胎、刹车失灵、钢板弹簧折断、半轴断裂等险情。同时，由于超载车辆对地面的荷载超出了公路、桥梁等设施的设计值，还会导致路面损坏、桥梁断裂，严重危害交通安全。
对于超载的危害，运输公司和司机心知肚明，但是由于货运行业市场化程度高，有大量个体从业人员，其中许多人都通过非法改装、多拉快跑的方式拉低运费，使行业陷入了不超载就不能赚钱的恶性竞争环境，导致更多的从业者不得不跟风。
为了逃避执法，货车司机多会选择避开高速公路改走国道省道甚至农村道路，这也招致沿途居民的不满。还有的货运企业会派人跟踪执法人员，指挥车队绕行。此外由于部分地方执法部门存在以罚代管的现象，超载车辆交了罚款便可畅行无阻，所以当地货运企业更直接将罚款作为成本编入预算。
查处超载车辆由各地的交警、路政、运管负责，可以扣留车辆并对货物进行驳载（卸下超载的货物并改由其他符合要求的货车运输），并对当事人做出罚款、计分等处罚，还可以对相关运输企业进行约谈，要求其承担安全生产责任。同时，为了避免货车逃避检查驶入村庄等地，执法部门还会设置限宽墩、限高杆等装置。

## 火车

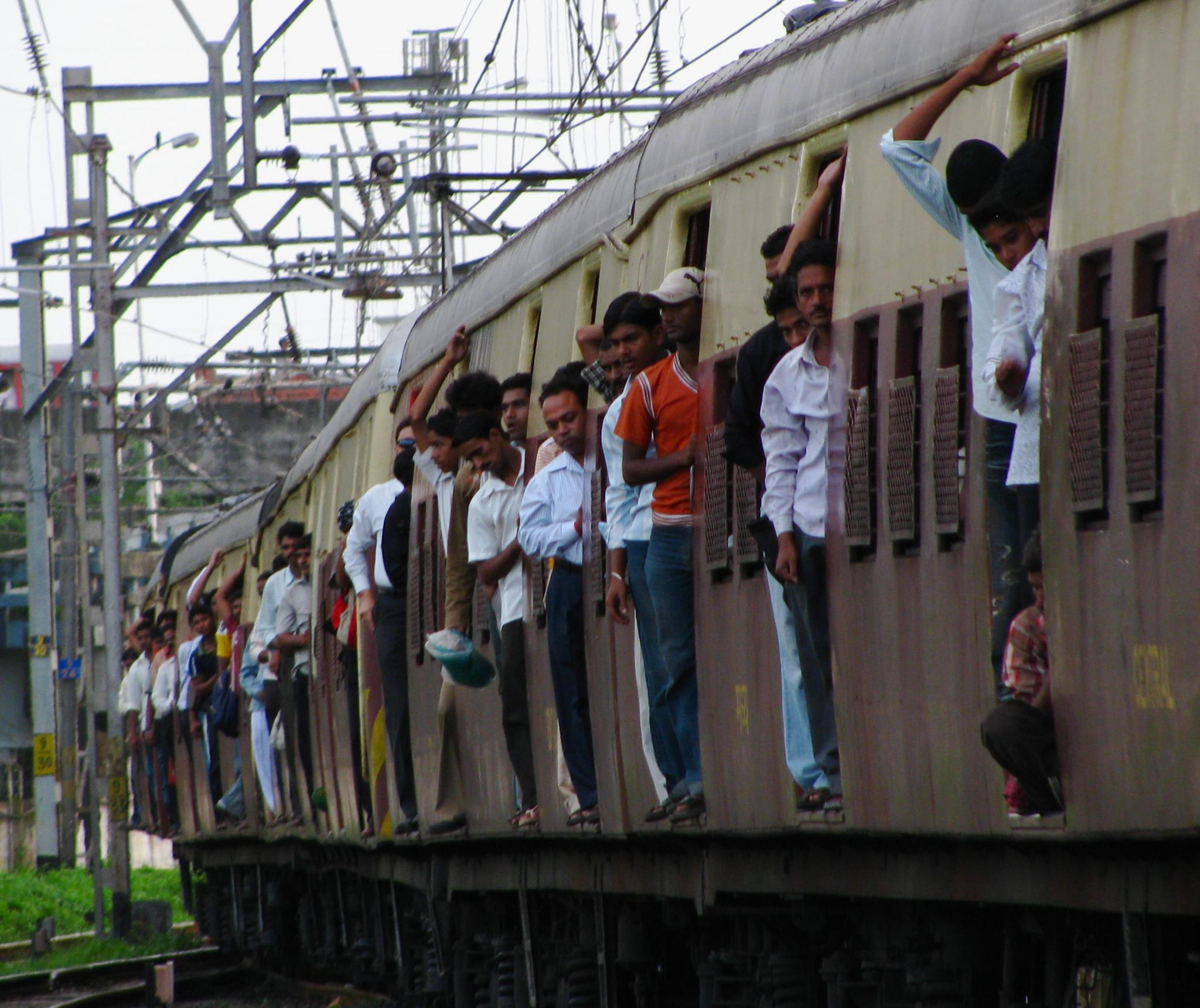
火车超员，乘客挂在车厢外

在印度、孟加拉国等地，由于铁路运力不足且列车运行速度普遍较慢，列车经常严重超员，挤不进车厢或者试图逃票的旅客会悬挂在车厢外搭乘列车。这种行为非常危险，乘客很容易在列车刹车或颠簸时发生掉落造成伤亡。随着火车不断提速，出于安全考虑两国都已开始禁止旅客悬挂车外。
动车组为了保护车体、转向架以及制动性能，以及保证车内空调、供水等舒适性要求，会设置超员报警。以中国铁路复兴号CR400AF型电力动车组为例，该型动车组在超员20%（轴重不超17吨）时可正常运行，如果有车厢超员超过20%触发报警，则需要量乘客疏散至别的车厢，如果整车超员超过20%触发报警，则需要将部分乘客疏散下车，否则列车将无法继续运行，此类情况在节假日等客流高峰期时常出现。因此，复兴号动车组不出售无座票，也不一定接受补票。

## 飞机
民航飞机的起飞重量由起飞燃油、业载以及干使用重量构成，其中业载包括乘客、行李、邮件、货物等的装载重量。飞机超载会影响起飞时的滑跑距离以及爬升性能，因此飞机起飞时必须确保在指定的起飞重量内。然而当空气密度和温度发生变化时，最大起飞重量也会发生变化，若计算出错有可能导致超载。
而对于客运，美国等国家的法律允许航空公司超售，也就是为了避免座位虚耗而销售超过航班实际可运载人数的机票。在超售的情况下如果不及时管控超出的乘客，就可能造成飞机超载。
历史上曾有多起涉及超载的航空事故，例如全美快運航空5481號班機空難和飛箭航空1285號班機空難。

## 电梯

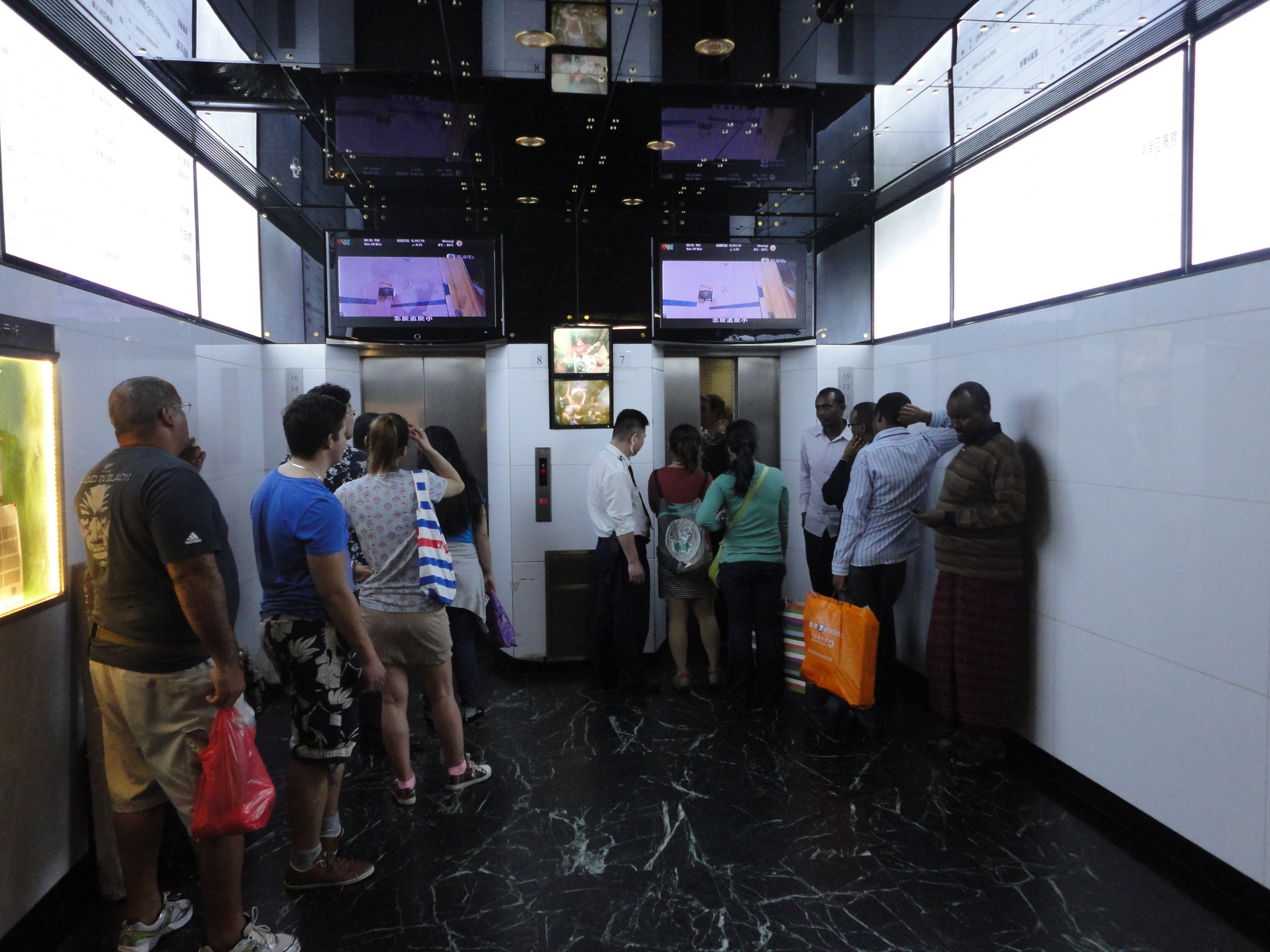
电梯满员，后来的乘客在门口排队等候

当电梯的实际载重量超过了其设计的最大载重量，即属于超载。超载会导致电梯零件失灵、加速磨损，影响电梯的安全性并缩短电梯的使用寿命，例如导轨、导靴长期额外受力会出现变形甚至断裂；制动器由于过热导致制动距离延长甚至无法有效制动，使电梯加速下降，甚至出现滑梯现象；传感器长期超负荷工作则会失灵，出现数据误判，令电梯门无法正常开关或楼层显示异常。当电梯出现故障、事故或者触发安全保护装置导致紧急停梯，会造成乘客恐慌甚至伤亡。
为了防止电梯超载，电梯内装有称重装置，当超过最大载重量时，电梯会暂停运行，蜂鸣器会发出警告声，电梯门也无法关闭，此时应当移除电梯内多出的货物，或者最后进入电梯的乘客依次退出电梯直到恢复正常运行。业主或物业公司等应当对电梯定期进行维护保养，不得对称重装置进行擅自改装，监管部门在对电梯进行强制检验时，也会进行载荷试验，确保电梯能在超载时作出正确的反应。强行让电梯超载运行若导致故障，当事人需就维修、停驶等造成的损失进行赔偿，而电梯出现坠落等严重后果则当事人还可能需要承担刑事责任。